# CA Itapemirim
CA Itapemirim, ook wel Atlético Itapemirim is een Braziliaanse voetbalclub uit de Braziliaanse stad Itapemirim in de staat Espírito Santo.

## Geschiedenis
De club werd opgericht in 1965. De club was lange tijd een amateurclub maar nam in 2011 de profstatus aan. In 2015 speelde de club voor het eerst in de hoogste klasse van het staatskampioenschap. Na twee middelmatige seizoenen werden ze in 2017 staatskampioen. Later dat seizoen wonnen ze ook de staatsbeker, wat hen een plaats in de Copa Verde 2018 opleverde.

## Erelijst
Campeonato Capixaba
2017
Copa Espírito Santo de Futebol
2017